# Oriolus xanthornus
Oriolus xanthornus е вид птица от семейство Oriolidae.

## Разпространение
Видът е разпространен в Бангладеш, Бутан, Виетнам, Индия, Индонезия, Камбоджа, Китай, Лаос, Малайзия, Мианмар, Непал, Тайланд и Шри Ланка.